# 许江宁
许江宁（1964年—），海军工程大学教授，博士生导师，江西九江人，从事惯性技术及应用、卫星导航技术教学与科研工作。中国航海学会理事，中国惯性技术学报编委。1983年获西北工业大学学士学位，2002年获东南大学博士学位。2001-2002年留学英国爱丁堡大学。先后主持完成国家和省部级科研项目六十余项，其中获国家和省部级科技进步二等奖以上7项，在国际会议和国内核心期刊发表学术论文八十余篇。